# Petite rivière de Puvirnituq
Petite rivière de Puvirnituq är ett vattendrag i Kanada.   Det ligger i provinsen Québec, i den östra delen av landet, 1 800 km norr om huvudstaden Ottawa.
Omgivningarna runt Petite rivière de Puvirnituq är i huvudsak ett öppet busklandskap. Trakten runt Petite rivière de Puvirnituq är nära nog obefolkad, med mindre än två invånare per kvadratkilometer.